# Supergwiazda
Supergwiazda (ang. Superstar) – amerykańska komedia romantyczna z 1999 roku w reżyserii Bruce'a McCullocha.

## Opis fabuły
Mary (Molly Shannon), uczennica katolickiego liceum, nie ma przyjaciół, zaś jej największym marzeniem jest pocałunek ze Sky'em (Will Ferrell). On jednak nie jest zainteresowany mało atrakcyjną i niepopularną dziewczyną. Kiedy Mary odkrywa, że jej szkoła organizuje konkurs talentów, postanawia zostać gwiazdą filmową. Uznaje, że jest to jedyny sposób, by poznać smak namiętności i wygrać pocałunek z najprzystojniejszym chłopakiem w szkole.

## Obsada
- Molly Shannon jako Mary Katherine Gallagher
- Will Ferrell jako Sky Corrigan/Jesus
- Harland Williams jako Eric Slater
- Elaine Hendrix jako Evian Graham
- Mark McKinney jako ojciec Tylenol Ritley
- Glynis Johns jako babcia Gallagher
- Jason Blicker jako Howard
- Gerry Bamman jako ojciec John Insomnic
- Emmy Laybourne jako Helen
- Jennifer Irwin jako Maria
- Rob Stefaniuk jako Thomas Smith
- Natalie Radford jako Autumn Winters
- Karyn Dwyer jako Summer Falls
- Tom Green jako Dylan
- Chuck Campbell jako Owen